# Margarita Fjodorowna Albedil
Margarita Fjodorowna Albedil (russisch Маргарита Фёдоровна Альбедиль; * 4. Dezember 1946 in Leningrad) ist eine sowjetisch-russische Ethnographin, Historikerin, Religionswissenschaftlerin und Indologin.

## Leben
Albedil aus der weit verzweigten Familie Albedyll studierte an der Universität Leningrad in der Fakultät für Orientalistik am Lehrstuhl für indische Philologie.
Albedil wurde 1974 wissenschaftliche Mitarbeiterin des St. Petersburger Museums für Anthropologie und Ethnographie (Kunstkammer) der Akademie der Wissenschaften der UdSSR (AN-SSSR, seit 1991 Russische Akademie der Wissenschaften (RAN)).
1984 wurde Albedil nach Verteidigung ihrer bei Juri Walentinowitsch Knorosow angefertigten Dissertation über protoindische Texte als historisch-ethnographische Quelle im Moskauer Miklucho-Maklai-Institut für Ethnologie der AN-SSSR zur Kandidatin der Geschichtswissenschaften promoviert.
Albedil ist wissenschaftliche Senior-Mitarbeiterin der Abteilung für Länder Süd- und Südwestasiens des St. Petersburger Museums für Anthropologie und Ethnographie (Kunstkammer) der RAN. 1996 verteidigte sie erfolgreich ihre Doktor-Dissertation über die ethnokulturellen Probleme der protoindischen Zivilisation. Sie ist eine der führenden Expertinnen der Religionen und Zivilisationen des alten und modernen Indiens.
Daneben beschäftigte sich Albedil auch mit russischer Architektur und Lackmalerei.